# Magnus Harmonica Corporation
Die Magnus Harmonica Corporation (ursprünglich International Plastic Harmonica Corporation) wurde 1944 in New Jersey vom dänischen Einwanderer Finn Haakon Magnus (1905–1976) gegründet. Anfangs belieferte er die amerikanischen Truppen in der Zeit des Zweiten Weltkrieges, später vermarktete er die Mundharmonikas, Akkordeons, Sackpfeifen, und Harmonien aus seinem Unternehmen an Kinder und andere angehende Musizierende.

## Hintergrund
Die tonerzeugenden Zungen der Instrumente wurden aus einem einzigen Kamm aus Styrolkunststoff gegossen. Diese Konstruktion war billiger in der Herstellung und langlebiger gegenüber Metallzungen. Verglichen mit anderen Durchschlagzungeninstumenten verlieh ihr dies einen eigenen typischen Klang.
1958 ging Magnus mit dem Unternehmen des Fernsehverkäufers Eugene Tracey zusammen, um günstige elektrische Harmonien samt Notenbüchern in Millionenauflage zu verkaufen. Bis in die späten 1970er Jahre erfolgte dies unter dem Namen Magnus Organ Corporation. Zuerst wurden Tischgeräte gefertigt. Später folgten tragbare, freistehende und Geräte mit Gestellen und Notenständern. Magnus beschäftigte in den besten Zeiten seines Unternehmens über 1800 Mitarbeiter in Linden (New Jersey) einschließlich Abrufarbeiterinnen, in einer „Mütterschicht“ (“Mother’s Shift”) während der Schulstunden und nicht-gewalttätige Freigänger (“Work Release Program”) des East Jersey State Prison.
Nachdem Tracey in den Ruhestand gegangen war, erwarb der Herausgeber der World Book Encyclopedia Produktion und Repertoire der Magnus Instrumente.

## Modelle
- 300: Tischinstrument, 2 Oktaven, 6 Akkorde, braun oder cremweißes Kunststoffgehäuse, 1960er Jahren
- 302: Tischinstrument, 2 Oktaven, 6 Akkorde, braunes Kunststoffgehäuse mit Holzmusterlackierung
- 303: freistehend, 3 Oktaven, 6 Akkorde, 6 Mollakkorde, braunes Kunststoffgehäuse, 1970er Jahre
- 306: freistehend, 3 Oktaven, 6 Akkorde, 6 Mollakkorde, braunes Kunststoffgehäuse
- 322: Tischinstrument, 2 Oktaven, 6 Akkorde, cremweißes Kunststoffgehäuse
- 350: Tischinstrument, 2 Oktaven, 6 Akkorde, braunes Kunststoffgehäuse
- 360: Tischinstrument, 2 Oktaven, 6 Akkorde, cremweißes Kunststoffgehäuse, 1970er Jahre
- 380: Tischinstrument, 2 Oktaven, 6 Akkorde, cremweißes Kunststoffgehäuse mit Holzmusterlackierung, 1960er Jahre
- 391: Tischinstrument, 3 Oktaven, 6 Akkorde, 6 Mollakkorde, braunes Kunststoffgehäuse, 1970er Jahre
- 400: Tischinstrument, 3 Oktaven, 6 Akkorde, 6 Mollakkorde, braunes Kunststoffgehäuse, 1970er Jahre
- 481: Tischinstrument, 3 Oktaven, 6 Akkorde, 6 Mollakkorde, braunes Kunststoffgehäuse, 1970er Jahre
- 500: Tischinstrument, 3 Oktaven, 6 Akkorde, 6 Mollakkorde, braunes Naturholzgehäuse, 1970er Jahre
- 535: freistehend, 3 Oktaven, 6 Akkorde, 6 Mollakkorde, Holzgehäuse, 1968/1969
- 545: freistehend, 3 Oktaven, 6 Akkorde, 6 Mollakkorde, Holzgehäuse
- 549: freistehend, 3 Oktaven, 6 Akkorde, 6 Mollakkorde, 6 Basstöne, 1960er Jahre
- 655: Tischinstrument, 3 Oktaven, 6 Akkorde, 6 Mollakkorde, Kunststoffgehäuse mit Holzmusterlackierung, 1970er Jahre
- 660: freistehend, 3 Oktaven, 6 Akkorde, 6 Mollakkorde, 6 Septakkorde, braunes Kunststoffgehäuse
- 665: Tischinstrument, 3 Oktaven, 6 Akkorde, 6 Mollakkorde, braunes Kunststoffgehäuse mit Holzmusterlackierung, 1970er Jahre
- 668: Tischinstrument, 3 Oktaven, 6 Akkorde, 6 Mollakkorde, braunes Kunststoffgehäuse
- 670: freistehend, 3 Oktaven, 6 Akkorde, 6 Mollakkorde, braunes Kunststoffgehäuse, 1970er Jahre
- 700: Tischinstrument, 3 Oktaven, 8 Akkorde, 8 Mollakkorde, Kunststoffgehäuse mit Holzmusterlackierung
- 890: freistehend, 3 Oktaven, 8 Akkorde, 8 Mollakkorde, 8 Basstöne, Holzgehäuse, 1960er Jahre
- 1510: tragbares Instrument, 2 Oktaven, ohne Akkordtasten, braunes Bakelitgehäuse, 1950er Jahre
- 8100: Tischinstrument, 3 Oktaven, 6 Akkorde, 6 Mollakkorde, braunes Kunststoffgehäuse, 1960er Jahre
- Disney-Edition: Modell 360 im orangen Kunststoffgehäuse, späte 1970er Jahre